# Oecleus martharum
Oecleus martharum är en insektsart som beskrevs av Kramer 1977. Oecleus martharum ingår i släktet Oecleus och familjen kilstritar. Inga underarter finns listade i Catalogue of Life.